# After Many Days (film 1912)
After Many Days è un cortometraggio muto del 1912

## Produzione
Il film fu prodotto dalla Edison Company.

## Distribuzione
Distribuito dalla General Film Company, il film - un cortometraggio in una bobina - uscì nelle sale cinematografiche degli Stati Uniti il 9 luglio 1912. Nel Regno Unito, venne distribuito il 5 ottobre 1912.